# Andrea Bernardi
Andrea Bernardi (* 2. November 2003) ist ein italienischer Leichtathlet, der sich auf den Sprint spezialisiert hat.

## Sportliche Laufbahn
Erste internationale Erfahrungen sammelte Andrea Bernardi im Jahr 2025, als er bei den U23-Europameisterschaften in Bergen in 10,43 s den sechsten Platz im 100-Meter-Lauf belegte und mit der italienischen 4-mal-100-Meter-Staffel mit 39,53 s im Vorlauf ausschied.
2023 wurde Bernardi italienischer Meister in der 4-mal-100-Meter-Staffel.

## Persönliche Bestleistungen
- 100 Meter: 10,36 s (+1,5 m/s), 14. Juli 2024 in La Chaux-de-Fonds
  - 60 Meter (Halle): 6,72 s, 25. Januar 2025 in Modena
- 200 Meter: 21,17 s (+0,9 m/s), 9. Juli 2023 in Modena